# Pronaos

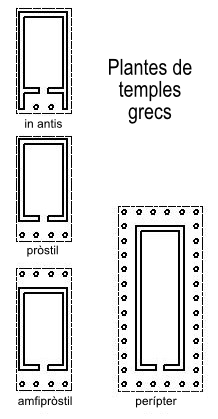
Plantes de temples grecs

El pronaos (del grec antic πρόναος, literalment 'l'espai situat davant del temple') designa el vestíbul o l'entrada d'un temple grec o romà. Acostuma a disposar de la mateixa amplària que el naos, que perllonga el temple en el mateix eix. Les seves parets laterals poden ser de murs o de suports aïllats (pilars, columnes). La seva obertura pot prendre tota l'amplitud de l'edifici o només una part (porta). Està molt sovint constituït per una columnata, que pot ser in antis o pròstila, de dues a vuit columnes.
Exemples en l'arquitectura grega i romana: 
- la Maison Carrée de Nimes
- el Panteó de Roma
- el Partenó d'Atenes